# Erster Sieg
Erster Sieg (Originaltitel: In Harm’s Way) ist ein US-amerikanischer Kriegsfilm aus dem Jahr 1965. Produzent und Regisseur war Otto Preminger. Das Drehbuch stammt von Wendell Mayes nach dem Roman Gebt mir ein schnelles Schiff (Harm’s Way) von James Bassett.

## Handlung
Nach dem Angriff Japans auf Pearl Harbor wird Captain Torrey beauftragt, den Gegenschlag auszuführen. Der Angriff misslingt, und Torrey muss geschlagen umkehren. Aus politischen Gründen wird ihm sein Kommando entzogen. Zurück in Pearl Harbor wird er zum Schreibtischdienst befohlen. Während dieser Zeit hat Captain Torrey mit seinem Sohn zu kämpfen, den er vorher nicht kannte und der ihn verachtet. Im weiteren Verlauf des Krieges wird Torrey aufgrund seiner Erfahrung zum Admiral befördert und erhält wieder ein Kommando. Er holt sofort seinen früheren ersten Offizier Eddington als Stabschef zurück an seine Seite. Kurz vor der Erstürmung einer von Japanern besetzten Inselkette vergewaltigt dieser die Freundin von Jere Torrey, dem Sohn von Admiral Torrey, die deshalb Selbstmord begeht. Eddington fliegt daraufhin auf eine Erkundungsmission, von der er weiß, dass er nicht zurückkehren wird, um die japanische Flotte zu finden. Am Ende können die japanische Flotte zurückgeschlagen und die Inseln erobert werden. Allerdings sterben Torreys Sohn sowie alle seine Offiziere. Nur er selbst und seine neue Freundin, eine Krankenschwester, überleben.

## Synchronisation
Die deutsche Synchronfassung entstand bei der Berliner Synchron GmbH. Klaus von Wahl schrieb das Dialogbuch und übernahm auch die Regie. Einige Szenen wurden später neu bzw. nachsynchronisiert. Dabei kamen andere Sprecher zum Einsatz als bei der ersten Synchronfassung. Die neuen Sprecher sind nicht bekannt.
| Darsteller       | Rolle                          | Synchronsprecher       |
| ---------------- | ------------------------------ | ---------------------- |
| John Wayne       | Captain/Admiral Rockwell Torry | Wolfgang Lukschy       |
| Kirk Douglas     | Commander Paul Eddington Jr.   | Arnold Marquis         |
| Patricia Neal    | Krankenschwester Maggie Haynes | Gisela Reißmann        |
| Tom Tryon        | Lieutenant G.G. Mac McConnell  | Gert Günther Hoffmann  |
| Burgess Meredith | Commander Egan Powell          | Alfred Balthoff        |
| Henry Fonda      | Admiral Nimitz                 | Friedrich Schoenfelder |
| Dana Andrews     | Admiral Broderick              | Curt Ackermann         |
| Franchot Tone    | Admiral Kimmel                 | Paul Wagner            |
| Carroll O’Connor | Lieutenant Commander Burke     | Hans Walter Clasen     |
| Paula Prentiss   | Beverly McConnell              | Renate Küster          |
| Slim Pickens     | C.P.O Culpepper                | Alexander Welbat       |
| Stanley Holloway | Clayton Canfil                 | Klaus W. Krause        |
| Patrick O’Neal   | Commander Owynn                | Holger Hagen           |
| Tod Andrews      | Captain Tuthill                | Joachim Nottke         |
| James Mitchum    | Ensign Griggs                  | Edgar Ott              |
| Brandon De Wilde | Jeremiah Torry                 | Ulrich Lommel          |
| Barbara Bouchet  | Liz Eddington                  | Heidrun Kussin         |
| Jill Haworth     | Ensign Dorn                    | Grit Boettcher         |
| George Kennedy   | Colonel Gregory                | Jan Hendriks           |
| Larry Hagman     | Lieutenant J.G. Cline          | n.n.                   |

## Kritiken
„Nach gängigen Mustern stereotyp, aber effektvoll inszeniert und gut gespielt, wird der Krieg einmal mehr als heldenhaftes Abenteuer verharmlost.“

## Auszeichnungen
Kameramann Loyal Griggs wurde 1966 für einen Oscar nominiert. Im gleichen Jahr gewann Patricia Neal den British Film Academy Award als Beste ausländische Darstellerin.

## Heimkino-Veröffentlichungen
- Erster Sieg, DVD 2004
- Erster Sieg, Blu-ray Disc 2021

## Buch
- James Bassett: Erster Sieg. Roman (Originaltitel: Harm’s Way). Deutsch von Matthias Büttner. Vollständige Ausgabe. Droemer-Knaur, München und Zürich 1965, 463 S.